# Sheena Is a Punk Rocker
«Sheena is a punk rocker» es una canción del grupo de punk Ramones, lanzada en su LP de 1977 Rocket to Russia. Fue escrita por el cantante Joey Ramone. Es una de sus canciones más populares y duraderas, mostrando las influencias de la música surf de la banda, y fue una de las primeras canciones que usó la palabra "punk" en su título. Una versión temprana de la canción fue incluida en la edición original de Leave Home para reemplazar a Carbone not glue, que había sido excluida debido a una disputa de copyright.

## Temática
Esta canción cuenta las peripecias que despertó en el joven Dee Dee una joven punkrocker que rompió los corazones de muchas personas de la época, se le conoce como una canción de amor, de ilusión, y de encanto por la personalidad avasalladora de esta joven.

## Versiones
Esta canción ha sido versionada por muchos grupos, como Reincidentes en su álbum en directo Algazara; los alemanes Die Toten Hosen en otro disco en directo, Im Auftrag des Herrn; Rancid en el disco tributo a Ramones We're a happy family, y Yeah Yeah Yeahs en su contribución a war child. Esta canción también es parodiada bajo el nombre de "Sheena Is a Parasite" en el álbum Strange House, de la banda The Horrors.
El cantante y compositor Per Gessle (oriundo de Suecia) realizó un cover de la canción que resultó muy llamativa para quienes la escucharon, debido a que solamente está instrumentada con piano, guitarra acústica y una mínima percusión.
Esta canción también fue versionada por la banda estadounidense de hardcore punk y rock alternativo, Hüsker Dü. Esta versión aparece en The Living End, álbum en vivo publicado en 1994 (las canciones de este álbum son de la última gira realizada por la banda en 1987).
- Datos: Q2720345